# Wallach

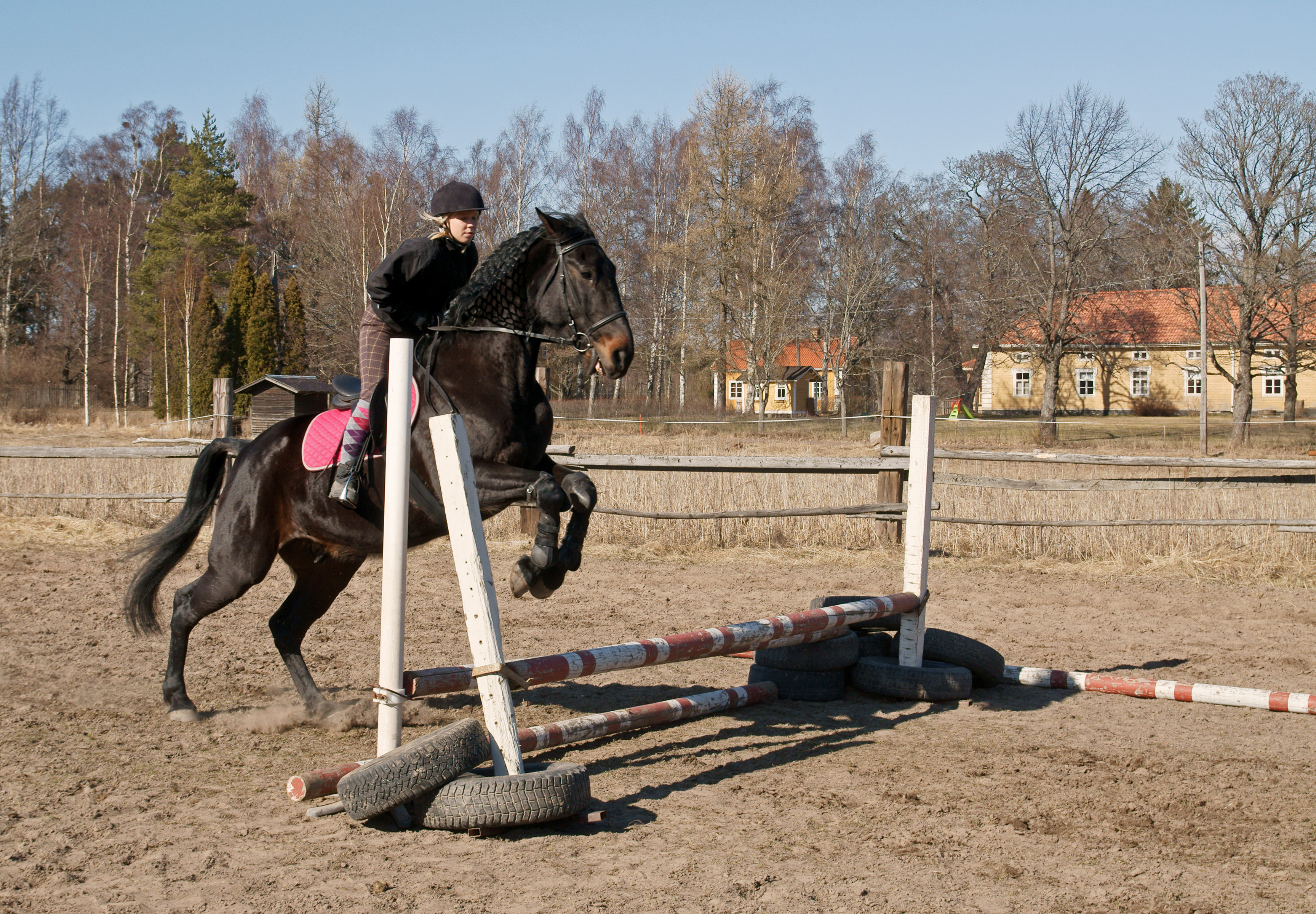
Wallach

Als Wallach bezeichnet man ein männliches, kastriertes Pferd.
Der Begriff Wallach wird auch für kastrierte Kamele, Neuweltkameliden (z. B. Lama, Alpaka) und Esel verwendet.
Da sich Hengste aufgrund ihres ausgeprägten Sexualtriebes nur schwer in eine Pferdeherde integrieren lassen, werden sie meistens im Alter von etwa zwei Jahren kastriert (gelegt). Wallache sind umgänglicher als Hengste, was insbesondere bei der Pferdehaltung durch Amateure von Bedeutung ist.
Rennpferde werden selten gelegt, damit sie, wenn sie erfolgreich sind, später in die Zucht gehen können, was ein einträgliches Geschäft sein kann. Es gibt Vollblut-Hengste, die ihrem Besitzer pro Sprung über 100.000 Dollar einbringen.

## Wortherkunft
Die Herleitung des Begriffes Wallach ist umstritten. Teilweise wird aufgeführt, dass er sich von der Region der Walachei herleitet. Diese Bedeutung soll entstanden sein, da die Kastration von Hengsten zuerst von östlichen Völkern durchgeführt wurde.
Veraltete Begriffe für ein kastriertes Pferd sind Mönch, Minch, Münch und München.

## Pflege
Während bei Hengsten durch häufigere Erektionen das Smegma (Urin-, Haut- u. Spermareste unter der Vorhaut) weitgehend abfällt, können sich bei manchen Wallachen Smegmasteine bilden. Diese können Walnuss-groß werden und das Absetzen von Harn beeinträchtigen. In diesem Fall müssen sie regelmäßig, meistens jährlich, entfernt werden. Die sogenannte Schlauchreinigung wird häufig in Verbindung mit Zahnpflege oder Impfungen durchgeführt.

## Unterscheidung
Unkastrierte männliche Pferde bezeichnet man als Hengst. Pferde mit einer Lageanomalie des Hodens oder nicht vollständig kastrierte Pferde werden Klopphengst genannt. Ein weibliches Pferd heißt Stute.